# آمنة الربيع
آمنة الربيع (1969-) هي ناقدة وباحثة وكاتبة مسرحية عمانية.

## النشأة والتعليم
ولدت آمنة في عام 7 أغسطس 1969 في ولاية الحصن بمحافظة ظفار، درست المرحلة الابتدائية في مدرسة الرباط، والاعدادية في مدرسة 23 يوليو والثانوية بمدرسة النور، حاصلة على شهادة البكالوريوس في اللغة العربية وآدابها والفلسفة من الجامعة الأردنية في عام 1994م، وعلى الماجستير في النقد الأدبي الحديث من الجامعة الأردنية عام 2002م. وحاصلة على درجة الدكتوراه في اللغة العربية وآدابها من جامعة محمد الخامس في عام 2012.

## أعمالها

### الكتب المنشورة

#### الإصدارات المسرحية
1. الطعنة، الرؤيا للنشر، ط1، عُمان، 1996م.
2. الحبل، الرؤيا للنشر، ط1، عُمان، 1997م.
3. المُحب والمحبوب مدونة عشق ديك الجن، الفرقد للطباعة والنشر والتوزيع، ط1، سورية، 2008م.[3]
4. الأعمال المسرحية (2) الذين على يمين الملك، منتهى الحب، منتهى القسوة، الجسر، الفرقد للطباعة والنشر والتوزيع، ط2، سورية، 2014م.
5. الأعمال المسرحية (1) الطعنة، والحلم، والبئر، الفرقد للطباعة والنشر والتوزيع، ط2، سورية، 2014م، والطبعة الأولى صدرت عن المؤسسة العربية للدراسات والنشر، ط1، بيروت، 2003م.
6. يوم الزّينة، الانتشار العربي، ط1، بيروت، 2014م.
7. المعراج، الطبعة الأولى، الفرقد للطباعة والنشر والتوزيع، سورية، 2018م.

#### النقد والثقافة
1. البنية السردية للقصة القصيرة في سلطنة عمان 1980م-2000م، المؤسسة العربية للدراسات والنشر، ط1، بيروت، 2005م.
2. ما يوقظ القلب: في السرد والنقد والثقافة، العالم العربي، ط1، دبي، لبنان، 2008م.
3. مغامرة النص المسرحي في عمان، مسعى للنشر والتوزيع، بالتعاون مع النادي الثقافي، ط1، مملكة البحرين، 2014م.
4. إرمِ بمعطفك فوق الكرسي: مقالات ودراسات في المسرح، ط1، الفرقد للطباعة والنشر والتوزيع، سورية، 2015م.
5. الرؤية السياسية في المسرح الخليجي: دراسة نصيّة. الفرقد للطباعة والنشر والتوزيع، ط1، سورية، 2016م.
6. جماليات التأليف الدرامي والإخراج في تجارب مسرحية عمانية: محمّد الشنفري، بدر الحمداني، ومحمد خلفان نماذجَ. ط1، الفرقد للطباعة والنشر والتوزيع، سورية. 2018م.

### العروض المسرحية والأعمال الفنية
- الذين على يمين الملك

مهرجان المسرح العماني السابع من 16-22 ديسمبر 2017م، إشراف وزارة التراث والثقافة، تجسيد فرقة مسرح مسقط الحر، سلطنة عمان.
- صلاة من الربع الخالي

عرض درامي بصري وتشكيلي بالتعاون مع الشاعر سيف الرحبي والفنانة التشكيلية بدور الريامي، تأليف وأداء تمثيلي وصوتي لآمنة الربيع، ساقية الصاوي، ضمن فعالية الأيام الثقافية العمانية في القاهرة والإسكندرية للفترة 11 -15 نوفمبر 2012م.
- البئر

- العرض الأول: مهرجان المسرح العماني الرابع، من 19- 28/ 12/ 2011م إشراف وزارة التراث والثقافة، مسقط. تجسيد فرقة الدن الأهلية للثقافة والفن.
- العرض الثاني: مهرجان الفرق المسرحية الأهلية الخليجية الثاني عشر، 2012م محافظة ظفار سلطنة عمان.
- أبجدية البوح علياء.

عمل فني درامي بصري من المسرح التسجيلي، 29/ ديسمبر/ 2009م، قُدم بمناسبة القدس عاصمة للثقافة العربية، الرؤية التشكيلية / بدور الريامي، نفذت العمليات الفنية مركز القدس للإنتاج الفني والتوزيع. الأداء التمثيلي/ ندى جرار في شخصية علياء، المذيعة/ عايدة بنت عيسى الزدجالي، والمذيع/ أحمد بن حافظ العامري.
- منتهى الحب، منتهى القسوة

- العرض الأول: مهرجان المسرح العماني الأول، للفترة من 22 سبتمبر إلى 2 أكتوبر 2004م تجسيد فرقة مسرح مسقط الحر، بإشراف وزارة التراث والثقافة، مسقط.
- العرض الثاني: مهرجان دمشق المسرحي الدولي للفنون المسرحية، الدورة الثانية عشرة من 21- 30 تشرين الثاني 2004م، تجسيد فرقة مسرح مسقط الحر، على مسرح 8 آذار العسكري، بمهرجان دمشق الدولي للفنون المسرحية، 2004م.
- العرض الثالث: (ليلة عمانية) مسرح حصن الفليج، بتاريخ 12 أكتوبر 2004م تجسيد فرقة مسرح مسقط الحر، بإشراف وزارة السياحة، مسقط.
- العرض الرابع: مهرجان المسرح الخليجي التاسع في مملكة البحرين، تجسيد فرقة مسرح مسقط الحر، 2006م.
- الحلم

- العرض الأول: الأسبوع الثقافي السابع لكليات وزارة التربية، كلية التربية بعبري، جامعة السلطان قابوس، مسقط، 2005م.
- العرض الثاني: مهرجان المسرح العماني الثاني، تجسيد فرقة فناني مجان، مسرح الشباب، مسقط، 2006م.
- العرض الثالث: مهرجان المسرح الجامعي الرابع، للفترة من 10- 18/ 2005م، «الحلم- أو مرايا امرأة» بقاعة المؤتمرات في جامعة السلطان قابوس، عُمان.
- الرهينة

- تجسيد فرقة مسرح مسقط الحر، مسرح الشباب، مسقط، 1999م
- الرحى

- العرض الأول: المملكة الأردنية الهاشمية، بعنوان «الطعنة»، 94-1995م
- العرض الثاني: نادي الهلال دارسيت، مسقط، بعنوان «الرحى»، 1996م
- الجسر

- العرض الأول: المغرب وإيطاليا، تجسيد فرقة أبعاد، الدار البيضاء، 95-1996م.
- العرض الثاني: مسرح الشباب، وزارة التراث والثقافة، عُمان، 2008م.
- العرض الثالث: مهرجان المسرح العماني الثالث، تجسيد فرقة الدن المسرحية للثقافة والفن، 2009م.
- العرض الرابع: بريطانيا، تجسيد فرقة الدن المسرحية للثقافة والفن، 11/2009م.
- العرض الخامس: مهرجان المسرح التجريبي، القاهرة، تجسيد فرقة الدن المسرحية للثقافة والفن، القاهرة ،2010م.